# Водяне колесо (геральдика)
Водяне колесо — негеральдична фігура в геральдиці, що може бути представлена на гербі різними способами.
На колесі показано лопаті, що спираються на зовнішнє коло, часто чотири чи шість, але зазвичай вісім. Можливо навіть більше. У зображенні переважає прямокутний, зайнятий милицями або дизайн у формі голубиного хвоста. На вигляд він часто нагадує випрямляльне колесо. Лопаті можуть бути зображені в різноманітних варіантах. Якщо ці лопаті відсутні, обирається спеціальна конструкція спиць. Колесо кола також іноді залишають осторонь, а оголені кінці спиць також проектуються зовсім по-іншому. У шведських гербах зображення часто являє собою хрест у колі, що складається з двох паралельних, вертикальних та горизонтальних тонких спиць у колі одного кольору. Можливі також напівфрезові колеса на зазорі чи на розділовій лінії.
Герб з водяним колесом зазвичай означає індустрію, ремесла і велику кількість води або як промовистий герб для топонімів, таких як Мюлюз, Мюльбахль, Мюлаккер, Мюльгайм-ам-Майн або Молініс.

## Галерея

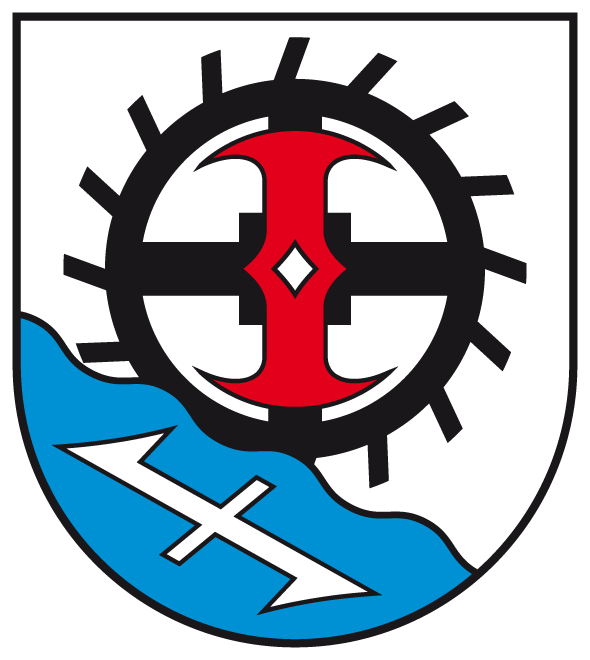
Водяне колесо та вовчий гак (Беннемюлен)
Водяне колесо з миличними кінцями (Обертюркгейм)
Водяне колесо з ластівковими кінцями (Мюльгайм-ам-Майн)
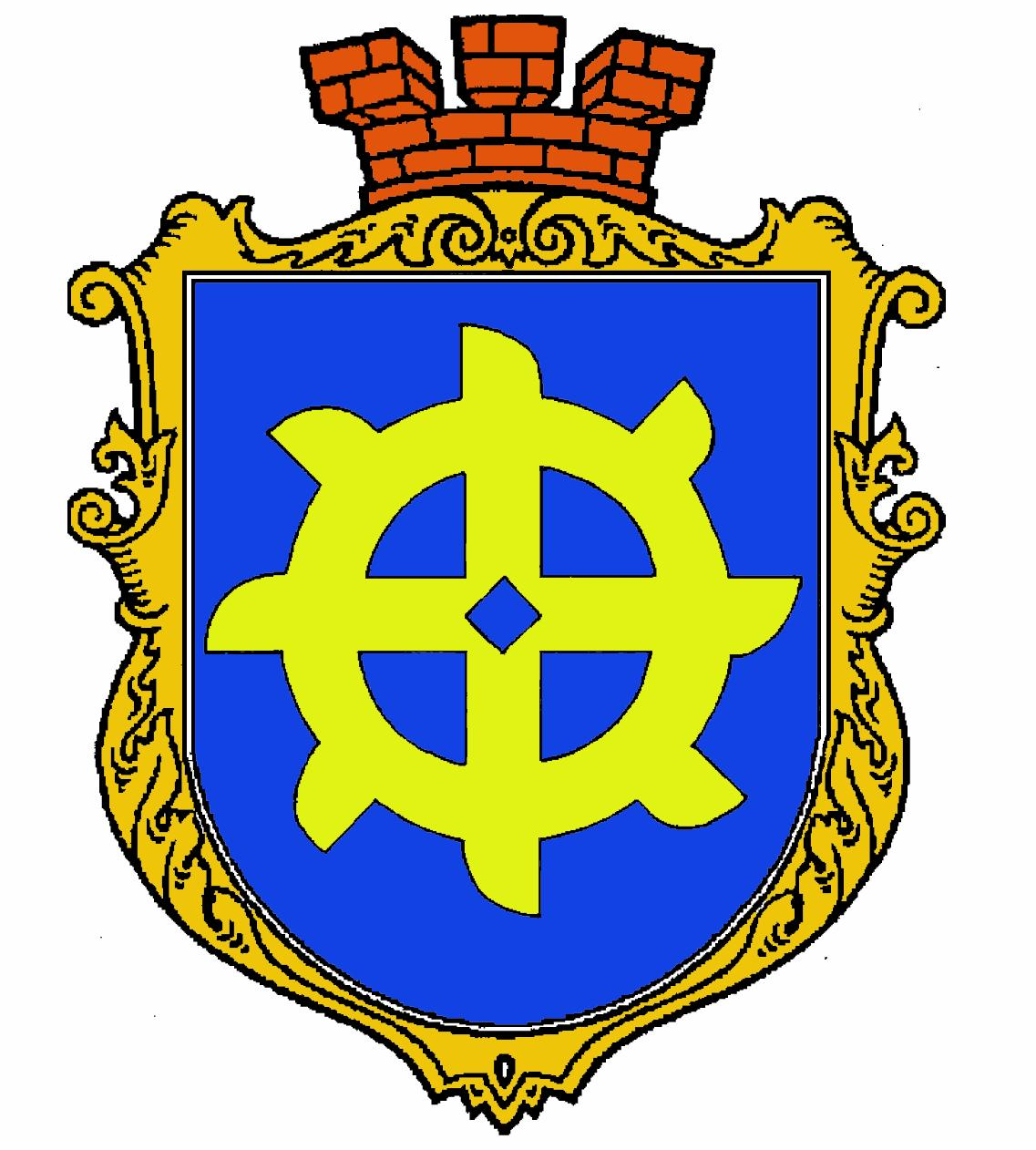
Водяне колесо з закругленими кінцями (Жоравка)
Водяне колесо з подвійною хрестовиною (Нака (комуна))
Водяне колесо з прямими кінцями (Осторп (комуна))
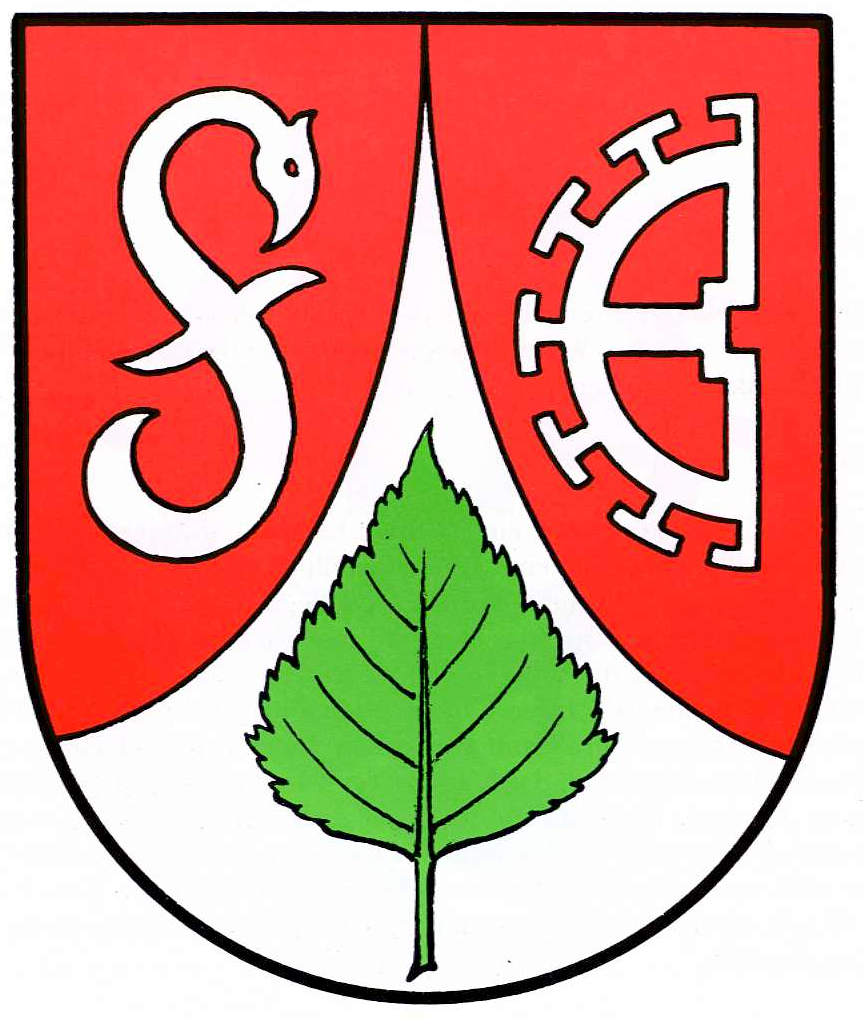
Напівмлинне колесо (Берггоф)
Натуралістичне водяне колесо (Гранде)
Натуралістичне водяне колесо в перспективі (Маленте)
Водяне колесо як частина механізму (Катовиці)
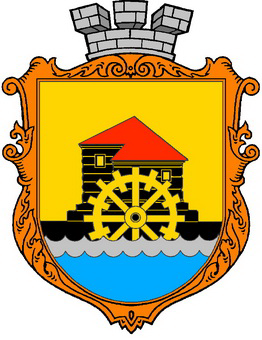
Водяне колесо як частина будівлі (Млинів)
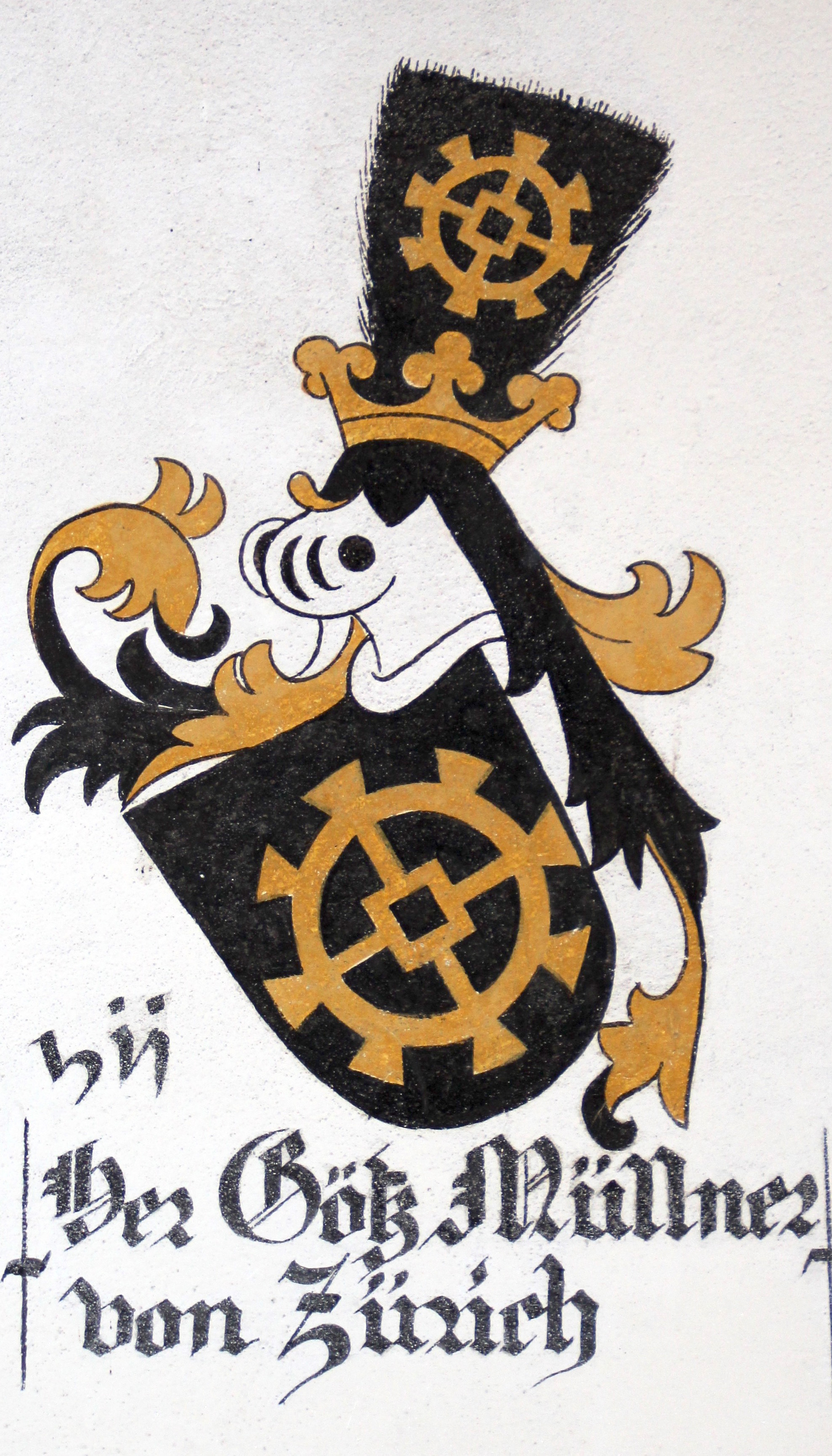
Герб Гетца Мюльнера(1383 – 1386) (шляхетська геральдика)
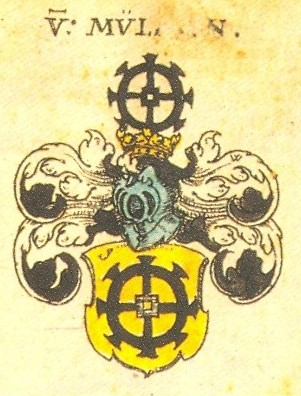
Герб Мюленінів (шляхетська геральдика)
Герб Ван-Гоґендорпів (шляхетська геральдика)